# やたら
やたらは長野県北信地域の郷土料理。野菜や漬物を細かく刻んで混ぜ合わせた料理であり、夏野菜のふりかけにも例えられる。

## 概要
夏の定番メニューとして北信地域で親しまれている料理である。中野市や飯山市のほか、長野地域の上水内郡飯綱町、信濃町にも伝わる。
夏野菜や、この地方で「ぼたんこしょう」と呼ばれる青唐辛子、ダイコンの味噌漬けを刻んで混ぜ合わせて、あたたかいご飯にかけて食べる。使用する食材に決まりはなく、ダイコンの味噌漬けが無いときには野沢菜漬けや沢庵漬けを使うこともある。あたたかいご飯にかける他にも、冷奴や素麺の薬味にしたり、そのまま酒の肴としても食される。
唐辛子やミョウガを加えることで、食欲を増進させ、夏野菜に含まれているカリウムは夏場にほてった体を冷やす効果が期待できるとされており、夏バテ防止になるとされる。
各家庭でつくられる料理であるが、地元の観光地のレストランでも提供されている。
飯綱町では8月に町内の飲食店15店舗ほどで「信州・飯綱町やたら祭り」を開催し、定番の料理やさまざまにアレンジした多彩な「やたら」料理のの食べ比べを行っている。
令和5年度に、文化庁の100年フード「伝統の100年フード部門」に認定された。

## 名称の由来
やたらとなんでも入れるから、やたらと刻むから、やたらと美味しいからということから、「やたら」と呼ばれるようになったと言われている。
むかし貧しい農家が法要の食事にと、野菜や漬物を刻んで混ぜたものを作ったところ、「やたら美味しい」と好評であったことから、代々受け継がれてきたという逸話がある。